# Codificação por transformação
A codificação por transformação é um tipo de compressão de dados para dados "naturais", como sinais de áudio ou imagens fotográficas. A transformação é normalmente sem perdas (perfeitamente reversível) por conta própria, mas é usada para permitir uma melhor quantização (mais direcionada), que então resulta em uma cópia de qualidade inferior da entrada original (compressão com perdas).
Na codificação por transformação, o conhecimento do aplicativo é usado para escolher as informações a serem descartadas, reduzindo assim sua largura de banda. As informações restantes podem ser compactadas por meio de uma variedade de métodos. Quando a saída é decodificada, o resultado pode não ser idêntico à entrada original, mas espera-se que seja próximo o suficiente para o propósito do aplicativo.

## Digital
O termo é muito mais comumente usado em mídia digital e processamento de sinal digital. A técnica de codificação de transformada mais amplamente usada a esse respeito é a transformada discreta de cosseno (DCT), proposta por Nasir Ahmed em 1972, e apresentada por Ahmed com T. Natarajan e K. R. Rao em 1974. Este DCT, no contexto da família de transformadas discretas de cosseno, é o DCT-II. É a base para o padrão comum de compressão de imagens JPEG, que examina pequenos blocos da imagem e os transforma no domínio da frequência para uma quantização mais eficiente (com perdas) e compactação de dados. Na codificação de vídeo, os padrões H.26x e MPEG modificam esta técnica de compressão de imagem DCT em quadros em uma imagem em movimento usando compensação de movimento, reduzindo ainda mais o tamanho em comparação com uma série de JPEGs.
Na codificação de áudio, a compressão de áudio MPEG analisa os dados transformados de acordo com um modelo psicoacústico que descreve a sensibilidade do ouvido humano a partes do sinal, semelhante ao modelo de TV. MP3 usa um algoritmo de codificação híbrido, combinando a transformada discreta de cosseno modificada (MDCT) e a transformada rápida de Fourier (FFT). Ele foi sucedido pelo Advanced Audio Coding (AAC), que usa um algoritmo MDCT puro para melhorar significativamente a eficiência da compressão.
O processo básico de digitalização de um sinal analógico é um tipo de codificação de transformação que usa a amostragem em um ou mais domínios como sua transformação.